# Aloe rivae
Aloe rivae é uma espécie de liliopsida do gênero Aloe, pertencente à família Asphodelaceae.